# Reg Parnell
Reginald Harold Haslam „Reg“ Parnell (* 2. Juli 1911 in Derby, England; † 7. Januar 1964 ebenda) war ein britischer Spediteur, Rennfahrer und Teamchef. Er war sowohl in der Formel 1 als auch bei Sportwagenrennen aktiv und führte in den 1960er-Jahren das Formel-1-Team Reg Parnell Racing, für das u. a. Mike Hailwood und Chris Amon an den Start gingen.

## Beginn der Karriere vor dem Zweiten Weltkrieg
Reg Parnell nahm schon 1939 in einem modifizierten MG Magnette an Sportwagenrennen in Brooklands und Goodwood teil. Dort fiel er durch seine kämpferische Fahrweise derart auf, dass die jeweiligen Rennleitungen ihn aus Sorge um die Sicherheit aller wegen „gefährlicher Fahrweise“ verwarnten. Wohlwollende Zeitzeugen behaupteten jedoch, dass Parnell in Anbetracht der motorischen Unterlegenheit seines Wagens kaum etwas anderes übrig geblieben sei.

## Der Sammler
Wie bei so vielen anderen seiner Generationskollegen verhinderte der Zweite Weltkrieg auch bei ihm einen kontinuierlichen Ausbau seiner Bestrebungen. Aus dem Rennfahrer wurde alsbald der Sammler Parnell, der sich dank seiner Arbeit als Transportunternehmer vielfältiger Beziehungen und Möglichkeiten erfreute. Für wenig Geld gelang es ihm, in den Zeiten des rationierten Treibstoffs aus allen Teilen Englands Rennwagen aufzukaufen und in seinen Werkshallen aufzustellen. Bis zu zwei komplette Starterfelder, also 32 Boliden soll er vereint haben – darunter berühmte Wagen wie der schwarze Delage, mit dem sich Richard Seaman in das Werksteam bei Mercedes fuhr, oder der Maserati 4CL und ein ERA des später gefallenen Richard Wakefield. Parnell war sogar so vermessen, nach 1945 zu versuchen, die beiden legendären Mercedes-Benz W 165 des 1939 zu erwerben, die Rudolf Caracciola während des Krieges in der Schweiz versteckt hatte, was jedoch die Alliierte Hohe Kommission unterband.

## Neubeginn nach dem Krieg
Bald nach Kriegsende fuhr Reg Parnell wieder selbst einen Maserati 4CL und besiegte 1947 beim Jersey Road Race den prominenten Louis Chiron; beim Grand Prix de Nîmes belegte er den dritten Platz.
Im Folgejahr gelang ihm in Goodwood, wo er einst verwarnt wurde, ein Sieg. Bei den Grands Prix von Penya Rhin und Zandvoort erzielte er den zweiten bzw. dritten Platz auf dem Maserati 4CL. 1949 stand er beim Großen Preis von Rosario in Argentinien als Zweiter hinter Giuseppe Farina (Ferrari) wieder auf dem Siegerpodest.

## Formel 1
Mit diesen Empfehlungen ausgestattet überraschte es kaum, dass ihn Alfa Romeo einlud, beim Eröffnungsrennen der Formel-1-Saison 1950 in Silverstone als Gaststarter ein viertes Modell der Tipo-158-Werksarmada zu steuern. Dieses Vertrauen dankte Parnell ihnen mit dem hervorragenden dritten Platz. In nicht zur Weltmeisterschaft zählenden Rennen wie in Goodwood und in Jersey gelangen ihm Siege auf Maserati oder dem B.R.M.-V16 sowie weitere gute Platzierungen.
An derselben Stelle gestaltete er 1951 das offizielle Debüt der jungen Marke B.R.M. mit dem fünften Platz auf dem 16-Zylinder-Modell B.R.M. P15 ebenso positiv. Doch das Ergebnis ist eigentlich sensationell, da sein Teamkollege Peter Walker und er, ohne am Training teilgenommen zu haben, das Rennen mit einer Ausnahmegenehmigung, die heute undenkbar wäre, aus der letzten Startreihe bestritten. Überraschend waren sie am Rennsonntag einfach an der Strecke aufgetaucht – weitere Erfolge blieben jedoch aus, weil die Motorkonstruktion mit vier Zylinderreihen mit jeweils zwei Nockenwellen und einer aus zwei Hälften bestehenden Kurbelwelle mit Zahnradverbindung zu defektanfällig und ihrer Zeit voraus war.
Weitere Läufe bestritt Parnell auf einem Ferrari 375 mit dem vierten Platz in Reims. Aber auch mit diesen Modellen erzielte er Siege abseits der Dominanz der großen Werksteams bei „Nicht-WM-Läufen“ in Silverstone und Goodwood.

## Teamchef bei Aston Martin und in der Formel 1
Bis 1956 sah man ihn in etlichen Läufen, die nicht zur offiziellen WM gehörten, aber in der eigentlichen Klasse fasste er als Fahrer nie wieder richtig Fuß, da er oft auf exzentrische und unzuverlässige Modelle wie den Lagonda setzte. Bei Sportwagenrennen galt er als beständiger Fahrer. Nach einem schweren Unfall mit dem Connaught-Formel-1 des Rennstallbesitzers Rob Walker in Crystal Palace entschloss er sich, Teamchef bei Aston Martin zu werden. Dieses Team führte er 1959 erfolgreich zur Sportwagen-Weltmeisterschaft.
Anfang der 1960er-Jahre stand er als Teammanager des Yeoman-Credit-Formel-1-Teams hinter den ersten Karriereschritten von John Surtees als Autorennfahrer und 1963 versuchte er sich als eigener Teaminhaber mit Lola-Chassis, um den erfolgversprechenden „Frischling“ aus Neuseeland, Chris Amon, zu protegieren.
Nach einer routinemäßigen Blinddarm-Operation starb Parnell für alle unerwartet infolge medizinischer Komplikationen an einer Bauchfellentzündung. Sein Sohn Tim Parnell (1932–2017) sollte später Rennleiter bei B.R.M. werden, nachdem er zuvor versucht hatte, selbst als zeitweiliger Fahrer den Rennstall des Vaters weiterzuführen.

## Charakter
Reginald Parnell galt bei seinen Sportskollegen als zuweilen hemdsärmelige, aber immer warmherzige Frohnatur mit einer Vorliebe für zum Teil deftige Scherze, die sich allerdings auch in heftigen Temperamentsausbrüchen ausleben konnte: Legendär ist die Anekdote, dass er angesichts einer ungewöhnlich hohen Rechnung in einem Pariser Nachtclub, die den Tatbestand des Wuchers erfüllte, nach einer Schlägerei den Bodyguard eigenhändig in die Vitrine des Etablissements warf.

### Zitat
„Reg hatte zwar keine besonderen Fähigkeiten, aber einen eisernen Willen zum Erfolg und sprühendes Temperament.“

## Statistik

### Statistik in der Automobil-Weltmeisterschaft

#### Gesamtübersicht
| Saison | Team                | Chassis              | Motor              | Rennen | Siege | Zweiter | Dritter | Poles | schn. Rennrunden | Punkte | WM-Pos. |
| ------ | ------------------- | -------------------- | ------------------ | ------ | ----- | ------- | ------- | ----- | ---------------- | ------ | ------- |
| 1950   | Alfa Romeo SpA      | Alfa Romeo Tipo 158  | Alfa Romeo 1.5 L8s | 1      | −     | −       | 1       | −     | −                | 4      | 9.      |
| 1950   | Scuderia Ambrosiana | Maserati 4CLT/48     | Maserati 1.5 L4s   | 1      | −     | −       | −       | −     | −                | −      | 9.      |
| 1951   | G.A. Vandervell     | Ferrari 375 Thinwall | Ferrari 4.5 V12    | 1      | −     | −       | −       | −     | −                | 3      | 10.     |
| 1951   | B.R.M.              | B.R.M. P15           | B.R.M. 1.5 V16s    | 1      | −     | −       | −       | −     | −                | 2      | 10.     |
| 1952   | A.H.M. Bryde        | Cooper T20           | Bristol 2.0 L6     | 1      | −     | −       | −       | −     | −                | −      | NC      |
| 1954   | Scuderia Ambrosiana | Ferrari 500          | Ferrari 2.0 L4     | 1      | −     | −       | −       | −     | −                | −      | NC      |
| Gesamt | Gesamt              | Gesamt               | Gesamt             | 6      | −     | −       | 1       | −     | −                | 9      |         |

#### Einzelergebnisse
| Saison | 1 | 2   | 3   | 4   | 5   | 6   | 7   | 8 | 9 |
| ------ | - | --- | --- | --- | --- | --- | --- | - | - |
| 1950   |   |     |     |     |     |     |     |   |   |
| 3      |   |     | DNA |     | DNF | DNA |     |   |   |
| 1951   |   |     |     |     |     |     |     |   |   |
|        |   | DNA | 4   | 5   |     | DNS | DNA |   |   |
| 1952   |   |     |     |     |     |     |     |   |   |
|        |   |     |     | 7   |     |     |     |   |   |
| 1954   |   |     |     |     |     |     |     |   |   |
|        |   |     |     | DNF |     |     |     |   |   |

| Legende  | Legende            | Legende                                                          |
| Farbe    | Abkürzung          | Bedeutung                                                        |
| -------- | ------------------ | ---------------------------------------------------------------- |
| Gold     | –                  | Sieg                                                             |
| Silber   | –                  | 2. Platz                                                         |
| Bronze   | –                  | 3. Platz                                                         |
| Grün     | –                  | Platzierung in den Punkten                                       |
| Blau     | –                  | Klassifiziert außerhalb der Punkteränge                          |
| Violett  | DNF                | Rennen nicht beendet (did not finish)                            |
| Violett  | NC                 | nicht klassifiziert (not classified)                             |
| Rot      | DNQ                | nicht qualifiziert (did not qualify)                             |
| Rot      | DNPQ               | in Vorqualifikation gescheitert (did not pre-qualify)            |
| Schwarz  | DSQ                | disqualifiziert (disqualified)                                   |
| Weiß     | DNS                | nicht am Start (did not start)                                   |
| Weiß     | WD                 | zurückgezogen (withdrawn)                                        |
| Hellblau | PO                 | nur am Training teilgenommen (practiced only)                    |
| Hellblau | TD                 | Freitags-Testfahrer (test driver)                                |
| ohne     | DNP                | nicht am Training teilgenommen (did not practice)                |
| ohne     | INJ                | verletzt oder krank (injured)                                    |
| ohne     | EX                 | ausgeschlossen (excluded)                                        |
| ohne     | DNA                | nicht erschienen (did not arrive)                                |
| ohne     | C                  | Rennen abgesagt (cancelled)                                      |
| ohne     | keine WM-Teilnahme |                                                                  |
| sonstige | P/fett             | Pole-Position                                                    |
| sonstige | 1/2/3/4/5/6/7/8    | Punktplatzierung im Sprint-/Qualifikationsrennen                 |
| sonstige | SR/kursiv          | Schnellste Rennrunde                                             |
| sonstige | *                  | nicht im Ziel, aufgrund der zurückgelegten Distanz aber gewertet |
| sonstige | ()                 | Streichresultate                                                 |
| sonstige | unterstrichen      | Führender in der Gesamtwertung                                   |

### Le-Mans-Ergebnisse
| Jahr | Team                      | Fahrzeug               | Teamkollege         | Platzierung | Ausfallgrund         |
| ---- | ------------------------- | ---------------------- | ------------------- | ----------- | -------------------- |
| 1950 | Aston Martin Ltd.         | Aston Martin DB2       | Charles Brackenbury | Rang 6      |                      |
| 1951 | Aston Martin Ltd.         | Aston Martin DB2       | David Hampshire     | Rang 7      |                      |
| 1952 | Aston Martin Ltd.         | Aston Martin DB3 Coupé | Eric Thompson       | Ausfall     | Kraftübertragung     |
| 1953 | Aston Martin Ltd.         | Aston Martin DB3S      | Peter Collins       | Ausfall     | Unfall               |
| 1954 | Aston Martin Lagonda Ltd. | Aston Martin DB3SSC    | Roy Salvadori       | Ausfall     | überhitzter Zylinder |
| 1955 | Aston Martin Lagonda Ltd. | Lagonda DP166          | Dennis Poore        | Ausfall     | kein Benzin          |
| 1956 | Aston Martin Ltd.         | Aston Martin DBR1      | Tony Brooks         | Ausfall     | Getriebeschaden      |

### Sebring-Ergebnisse
| Jahr | Team                    | Fahrzeug          | Teamkollege      | Platzierung | Ausfallgrund |
| ---- | ----------------------- | ----------------- | ---------------- | ----------- | ------------ |
| 1953 | Aston Martin Ltd.       | Aston Martin DB3  | George Abecassis | Rang 2      |              |
| 1954 | Aston Martin Ltd.       | Aston Martin DB3S | Roy Salvadori    | Ausfall     | Motorschaden |
| 1956 | David Brown & Sons Ltd. | Aston Martin DB3S | Tony Brooks      | Ausfall     | Motorschaden |

### Einzelergebnisse in der Sportwagen-Weltmeisterschaft
| Saison | Team                    | Rennwagen                       | 1   | 2   | 3   | 4   | 5   | 6   | 7   |
| ------ | ----------------------- | ------------------------------- | --- | --- | --- | --- | --- | --- | --- |
| 1953   | Aston Martin            | Aston Martin DB3                | SEB | MIM | LEM | SPA | NÜR | RTT | CAP |
| 1953   | Aston Martin            | Aston Martin DB3                | 2   | 5   | DNF |     |     | 2   |     |
| 1954   | Aston Martin            | Aston Martin DB3S               | BUA | SEB | MIM | LEM | RTT | CAP |     |
| 1954   | Aston Martin            | Aston Martin DB3S               | DNF | DNF | DNF | DNF | DNF |     |     |
| 1955   | Aston Martin Ltd.       | Lagonda DP166 Aston Martin DB3S | BUA | SEB | MIM | LEM | RTT | TAR |     |
| 1955   | Aston Martin Ltd.       | Lagonda DP166 Aston Martin DB3S |     |     |     | DNF | 7   |     |     |
| 1956   | David Brown & Sons Ltd. | Aston Martin DB3S               | BUA | SEB | MIM | NÜR | KRI |     |     |
| 1956   | David Brown & Sons Ltd. | Aston Martin DB3S               | DNF |     |     |     |     |     |     |